# Új Régi Könyvek
Az Új Régi Könyvek az ENA Kft. kalandregény sorozata volt, amelynek keretében 1991-ben és 1992-ben összesen 13 könyv jelent meg újra a harmincas évek kalandregényei közül.
A sorozat emblémája két stilizált mosolygó arc alatt összefonódó Ú és R betűt formáz. Ezek alatt a sorozatcím: ÚJ RÉGI KÖNYVEK.

## Szerzői
A sorozatba olyan, a harmincas évek kalandregény írodalmából ismert írók regényeit válogatták, mint Aszlányi Károly, Benedek Ernő, Komáromi Zoltán. De megjelent Karl May egyik kevésbé ismert, A fekete táltos című regénye is.

## Kötetei
A sorozat első kötete 20 x 14 cm méretben jelent meg 1991?-ben.
- Aszlányi Károly: A gazdag ember, Pressco Kiadó és Nyomdaipari Kft., 164 oldal, ISBN 963-7923-00-4

A további kötetek a Tarka regények alcímmel jelentek meg egységes stílusú, de különböző színű borítóval 1991-ben, 20 x 15 cm-es méretben: 
- W. S. Brett: Ez Chicago!, 101 oldal, ISBN 963-7923-00-4
- D. Denningway: Az Ö.B.C. munkában, ISBN 963-7923-01-2
- Aszlányi Károly: Pénz a láthatáron, 174 oldal, ISBN 963-7923-02-0
- May Károly: A fekete táltos (Der schwarze Mustang), fordította: Mikes Lajos, 183 oldal, ISBN 963-7923-04-7
- (Komáromi Zoltán) Z. I. Maxbell: A touloni hóhér, 104 oldal, ISBN 963-7923-05-5

Az 1992-es alsorozat kötetei a Tarka regénytárhoz hasonló külalakkal és méretben (14 x 10 cm) jelentek meg:
- 1. (Benedek Ernő) Ernest Beck: A hindu bosszúja, 105 oldal, ISBN 963-7923-20-9
- 2. (Benedek Ernő) Ernest Beck: Bill Red, a vadnyugat fia, 1992, ISBN 963-7923-27-6
- 3. G. Beery: Az 1001 lakat temploma, ISBN 963-792-320-9
- 4. L. Marteaux: A platinafogú, ISBN 963-7923-233
- 5. Csányi Egon: Balam király sírja / (Nagy Károly) Charles Lorre: Kockás szabadságon, 1992, ISBN 963-7923-24-1
- 6. (Benedek Ernő) Ernest Hylton: Dráma az Északi sarkon, 1992, ISBN 963-7923-27-6

Mesék. A tervezett sorozat keretében csupán egy könyv jelent meg (mérete 29 x 20 cm):
- Hétmérföldes csizmával hetedhét országon át 1., 1992

## Eredeti kiadások
- Aszlányi Károly: A gazdag ember, Nova, Budapest, 1938, 272 oldal
- (Komáromi Zoltán) Z. I. Maxbell: A „touloni hóhér”, Piros sarkú regények, Baross-Nyomda Könyvkiadó Vállalata, Pestszentlőrinc, 1942, 158 oldal
- (Benedek Ernő) Ernest Beck: A hindu bosszúja, Tarka regénytár III/9., 1936, 96 oldal
- (Benedek Ernő) Ernest Beck: Bill Red, a Vadnyugat fia,[3] Tarka regénytár III/49., 1937, 96 oldal
- F. G. Beery: Az 1001 lakat temploma, Tarka regénytár I/1., 1935, 96 oldal
- L. Marteaux: A platinafogú, Tarka regénytár II/53, 1936, 96 oldal
- (Nagy Károly) Charles Lorre: Kockás szabadságon, Közművelődési Könyv- és Hírlapterjesztő kft., Budapest, 1941, 62 oldal; 1942., 32 oldal
- (Benedek Ernő) Ernest Hylton: Dráma az Északi Sarkon, Tarka regénytár IV/37., Stádium Kiadó, Budapest, 1938,	96 oldal